# Finsko na Eurovision Song Contest
Finsko se zúčastnilo 58 ročníků soutěže Eurovision Song Contest, poprvé v roce 1961. Země od té doby na soutěži chyběla šestkrát, přičemž v letech 1995, 1997, 1999, 2001 a 2003 se soutěže nemohla zúčastnit z důvodu špatného umístění v předcházejícím ročníku.
Finsko vyhrálo pouze jednou, a to v roce 2006, kdy soutěž ovládla skupina Lordi s písní „Hard Rock Hallelujah“, předtím bylo nejlepším umístěním země šesté místo, které v roce 1973 získala Marion Rung s písní „Tom Tom Tom“.
Finsko skončilo na posledním místě 11krát, v letech 1963, 1965 a 1982 navíc nezískalo ani bod. Od zavedení semifinálových kol v roce 2004 země nepostoupila do finále 8krát. Po vítězství v roce 2006 se Finsko dostalo mezi 10 nejlepších poprvé až v roce 2021, kdy skupina Blind Channel obsadila s písní „Dark Side“ šesté místo. O dva roky později se v soutěži prosadil zpěvák Käärijä s písní „Cha Cha Cha“; od diváků získal nejvíce bodů a celkově skončil druhý.

## Výsledky
| Rok                    | Interpret                     | Píseň                        | Jazyk                  | Finále                 | Finále                 | Semifinále                  | Semifinále                  |
| Rok                    | Interpret                     | Píseň                        | Jazyk                  | Pořadí                 | Body                   | Pořadí                      | Body                        |
| ---------------------- | ----------------------------- | ---------------------------- | ---------------------- | ---------------------- | ---------------------- | --------------------------- | --------------------------- |
| 1961                   | Laila Kinnunen                | „Valoa ikkunassa“            | finština               | 10.                    | 6                      | nekonalo se                 | nekonalo se                 |
| 1962                   | Marion Rung                   | „Tipi-tii“                   | finština               | 7.                     | 4                      | nekonalo se                 | nekonalo se                 |
| 1963                   | Laila Halme                   | „Muistojeni laulu“           | finština               | 13.                    | 0                      | nekonalo se                 | nekonalo se                 |
| 1964                   | Lasse Mårtenson               | „Laiskotellen“               | finština               | 7.                     | 9                      | nekonalo se                 | nekonalo se                 |
| 1965                   | Viktor Klimenko               | „Aurinko laskee länteen“     | finština               | 15.                    | 0                      | nekonalo se                 | nekonalo se                 |
| 1966                   | Ann-Christine                 | „Playboy“                    | finština               | 10.                    | 7                      | nekonalo se                 | nekonalo se                 |
| 1967                   | Fredi                         | „Varjoon – suojaan“          | finština               | 12.                    | 3                      | nekonalo se                 | nekonalo se                 |
| 1968                   | Kristina Hautala              | „Kun kello käy“              | finština               | 16.                    | 1                      | nekonalo se                 | nekonalo se                 |
| 1969                   | Jarkko and Laura              | „Kuin silloin ennen“         | finština               | 12.                    | 6                      | nekonalo se                 | nekonalo se                 |
| bez účasti v roce 1970 |                               |                              |                        |                        |                        | nekonalo se                 | nekonalo se                 |
| 1971                   | Markku Aro a Koivisto Sisters | „Tie uuteen päivään“         | finština               | 8.                     | 84                     | nekonalo se                 | nekonalo se                 |
| 1972                   | Päivi Paunu a Kim Floor       | „Muistathan“                 | finština               | 12.                    | 78                     | nekonalo se                 | nekonalo se                 |
| 1973                   | Marion Rung                   | „Tom Tom Tom“                | angličtina             | 6.                     | 93                     | nekonalo se                 | nekonalo se                 |
| 1974                   | Carita                        | „Keep Me Warm“               | angličtina             | 13.                    | 4                      | nekonalo se                 | nekonalo se                 |
| 1975                   | Pihasoittajat                 | „Old Man Fiddle“             | angličtina             | 7.                     | 74                     | nekonalo se                 | nekonalo se                 |
| 1976                   | Fredi and the Friends         | „Pump-Pump“                  | angličtina             | 11.                    | 44                     | nekonalo se                 | nekonalo se                 |
| 1977                   | Monica Aspelund               | „Lapponia“                   | finština               | 10.                    | 50                     | nekonalo se                 | nekonalo se                 |
| 1978                   | Seija Simola                  | „Anna rakkaudelle tilaisuus“ | finština               | 18.                    | 2                      | nekonalo se                 | nekonalo se                 |
| 1979                   | Katri Helena                  | „Katson sineen taivaan“      | finština               | 14.                    | 38                     | nekonalo se                 | nekonalo se                 |
| 1980                   | Vesa-Matti Loiri              | „Huilumies“                  | finština               | 19.                    | 6                      | nekonalo se                 | nekonalo se                 |
| 1981                   | Riki Sorsa                    | „Reggae OK“                  | finština               | 16.                    | 27                     | nekonalo se                 | nekonalo se                 |
| 1982                   | Kojo                          | „Nuku pommiin“               | finština               | 18.                    | 0                      | nekonalo se                 | nekonalo se                 |
| 1983                   | Ami Aspelund                  | „Fantasiaa“                  | finština               | 11.                    | 41                     | nekonalo se                 | nekonalo se                 |
| 1984                   | Kirka                         | „Hengaillaan“                | finština               | 9.                     | 46                     | nekonalo se                 | nekonalo se                 |
| 1985                   | Sonja Lumme                   | „Eläköön elämä“              | finština               | 9.                     | 58                     | nekonalo se                 | nekonalo se                 |
| 1986                   | Kari                          | „Never the End“              | finština               | 15.                    | 22                     | nekonalo se                 | nekonalo se                 |
| 1987                   | Vicky Rosti                   | „Sata salamaa“               | finština               | 15.                    | 32                     | nekonalo se                 | nekonalo se                 |
| 1988                   | Boulevard                     | „Nauravat silmät muistetaan“ | finština               | 20.                    | 3                      | nekonalo se                 | nekonalo se                 |
| 1989                   | Anneli Saaristo               | „La dolce vita“              | finština               | 7.                     | 76                     | nekonalo se                 | nekonalo se                 |
| 1990                   | Beat                          | „Fri?“                       | švédština              | 21.                    | 8                      | nekonalo se                 | nekonalo se                 |
| 1991                   | Kaija                         | „Hullu yö“                   | finština               | 20.                    | 6                      | nekonalo se                 | nekonalo se                 |
| 1992                   | Pave                          | „Yamma, yamma“               | finština               | 23.                    | 4                      | nekonalo se                 | nekonalo se                 |
| 1993                   | Katri Helena                  | „Tule luo“                   | finština               | 17.                    | 20                     | Kvalifikacija za Millstreet | Kvalifikacija za Millstreet |
| 1994                   | CatCat                        | „Bye Bye Baby“               | finština, angličtina   | 22.                    | 11                     | nekonalo se                 | nekonalo se                 |
| bez účasti v roce 1995 |                               |                              |                        |                        |                        | nekonalo se                 | nekonalo se                 |
| 1996                   | Jasmine                       | „Niin kaunis on taivas“      | finština               | 23.                    | 9                      | 22.                         | 26                          |
| bez účasti v roce 1997 | bez účasti v roce 1997        | bez účasti v roce 1997       | bez účasti v roce 1997 | bez účasti v roce 1997 | bez účasti v roce 1997 | nekonalo se                 | nekonalo se                 |
| 1998                   | Edea                          | „Aava“                       | finština               | 15.                    | 22                     | nekonalo se                 | nekonalo se                 |
| bez účasti v roce 1999 |                               |                              |                        |                        |                        | nekonalo se                 | nekonalo se                 |
| 2000                   | Nina Åström                   | „A Little Bit“               | angličtina             | 18.                    | 18                     | nekonalo se                 | nekonalo se                 |
| bez účasti v roce 2001 |                               |                              |                        |                        |                        | nekonalo se                 | nekonalo se                 |
| 2002                   | Laura                         | „Addicted to You“            | angličtina             | 20.                    | 24                     | nekonalo se                 | nekonalo se                 |
| bez účasti v roce 2003 |                               |                              |                        |                        |                        | nekonalo se                 | nekonalo se                 |
| 2004                   | Jari Sillanpää                | „Takes 2 to Tango“           | angličtina             | nepostup               | nepostup               | 14.                         | 51                          |
| 2005                   | Geir Rönning                  | „Why?“                       | angličtina             | nepostup               | nepostup               | 18.                         | 50                          |
| 2006                   | Lordi                         | „Hard Rock Hallelujah“       | angličtina             | 1.                     | 292                    | 1.                          | 292                         |
| 2007                   | Hanna Pakarinen               | „Leave Me Alone“             | angličtina             | 17.                    | 53                     | hostitelská země            | hostitelská země            |
| 2008                   | Teräsbetoni                   | „Missä miehet ratsastaa“     | finština               | 22.                    | 35                     | 8.                          | 79                          |
| 2009                   | Waldo's People                | „Lose Control“               | angličtina             | 25.                    | 22                     | 12.                         | 42                          |
| 2010                   | Kuunkuiskaajat                | „Työlki ellää“               | finština               | nepostup               | nepostup               | 11.                         | 49                          |
| 2011                   | Paradise Oskar                | „Da Da Dam“                  | angličtina             | 21.                    | 57                     | 3.                          | 103                         |
| 2012                   | Pernilla                      | „När jag blundar“            | švédština              | nepostup               | nepostup               | 12.                         | 41                          |
| 2013                   | Krista Siegfrids              | „Marry Me“                   | angličtina             | 24.                    | 13                     | 9.                          | 64                          |
| 2014                   | Softengine                    | „Something Better“           | angličtina             | 11.                    | 72                     | 3.                          | 97                          |
| 2015                   | Pertti Kurikan Nimipäivät     | „Aina mun pitää“             | finština               | nepostup               | nepostup               | 16.                         | 13                          |
| 2016                   | Sandhja                       | „Sing It Away“               | angličtina             | nepostup               | nepostup               | 15.                         | 51                          |
| 2017                   | Norma John                    | „Blackbird“                  | angličtina             | nepostup               | nepostup               | 12.                         | 92                          |
| 2018                   | Saara Aalto                   | „Monsters“                   | angličtina             | 25.                    | 46                     | 10.                         | 108                         |
| 2019                   | Darude feat. Sebastian Rejman | „Look Away“                  | angličtina             | nepostup               | nepostup               | 17.                         | 23                          |
| 2020                   | Aksel                         | „Looking Back“               | angličtina             | ročník zrušen          | ročník zrušen          | ročník zrušen               | ročník zrušen               |
| 2021                   | Blind Channel                 | „Dark Side“                  | angličtina             | 6.                     | 301                    | 5.                          | 234                         |
| 2022                   | The Rasmus                    | „Jezebel“                    | angličtina             | 21.                    | 38                     | 7.                          | 162                         |
| 2023                   | Käärijä                       | „Cha Cha Cha“                | finština               | 2.                     | 526                    | 1.                          | 177                         |
| 2024                   | Windows95man                  | „No Rules!“                  | angličtina             | 19.                    | 38                     | 7.                          | 59                          |
| 2025                   | Erika Vikman                  | „Ich komme“                  | finština               | 11.                    | 196                    | 3.                          | 115                         |

| Legenda | Legenda                              |
| ------- | ------------------------------------ |
| 1       | 1. místo                             |
| 2       | 2. místo                             |
| 3       | 3. místo                             |
| ◁       | poslední místo                       |
| X       | interpret vybrán, ale nezúčastnil se |

## Galerie

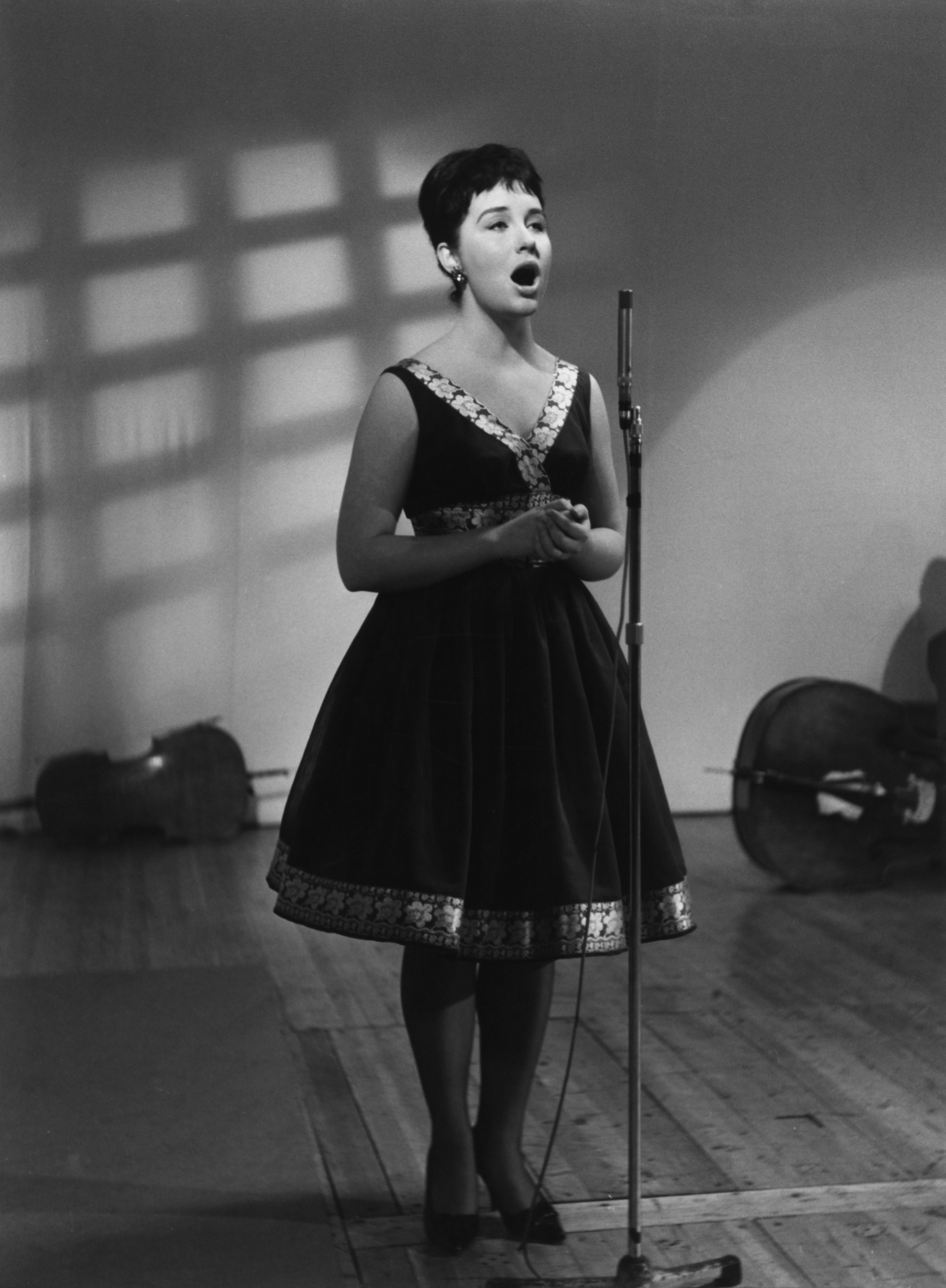
Laila Kinnunen v Cannes (1961)
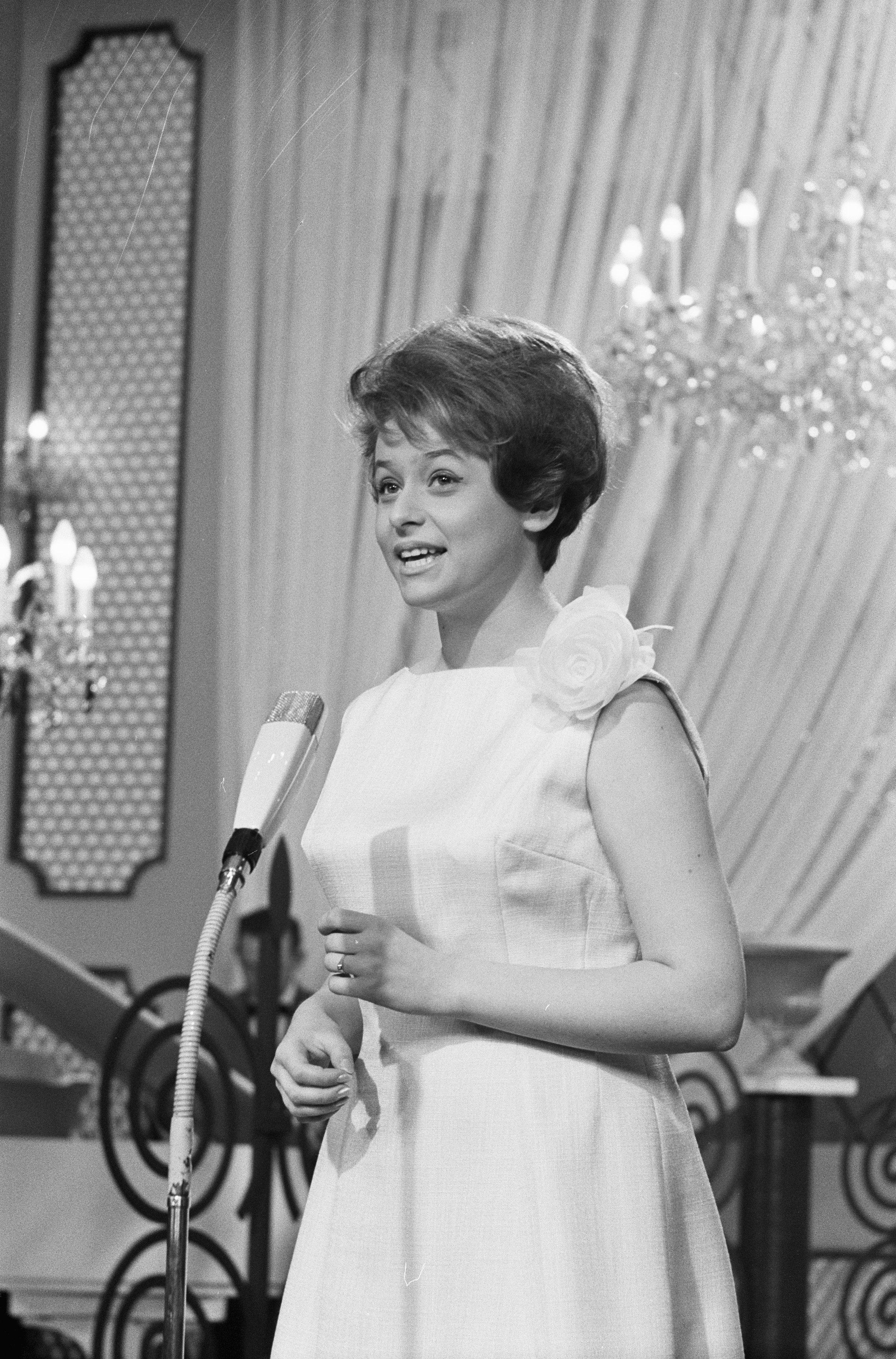
Marion Rung v Lucemburku (1962)
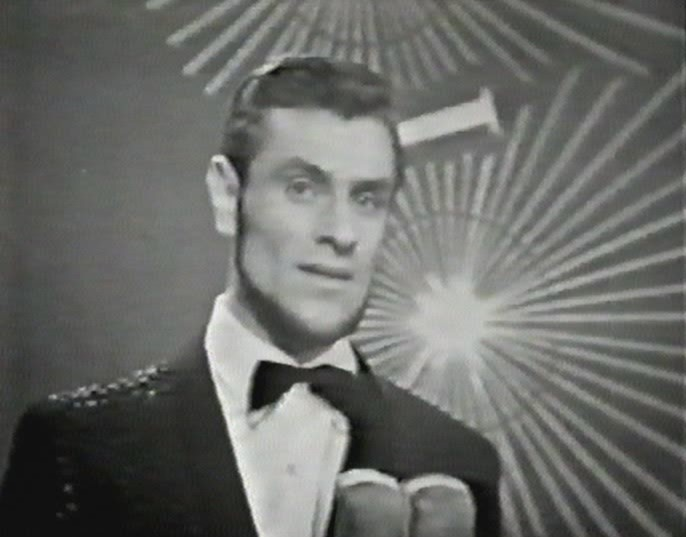
Viktor Klimenko v Neapoli (1965)
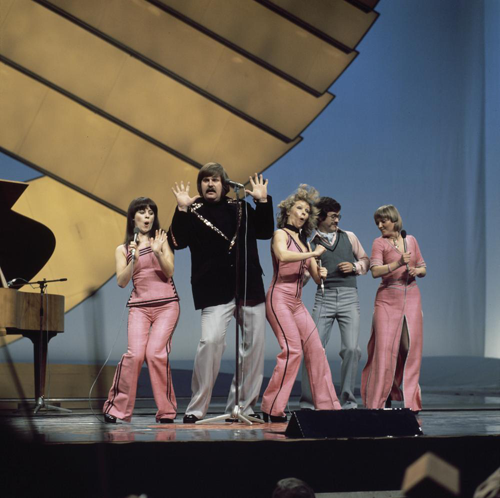
Fredi v Haagu (1976)
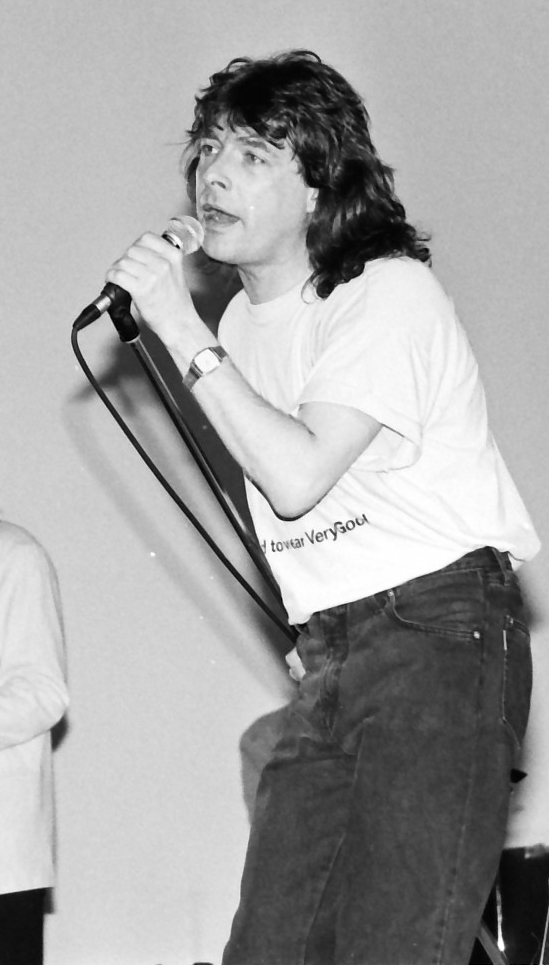
Kirka (1989)
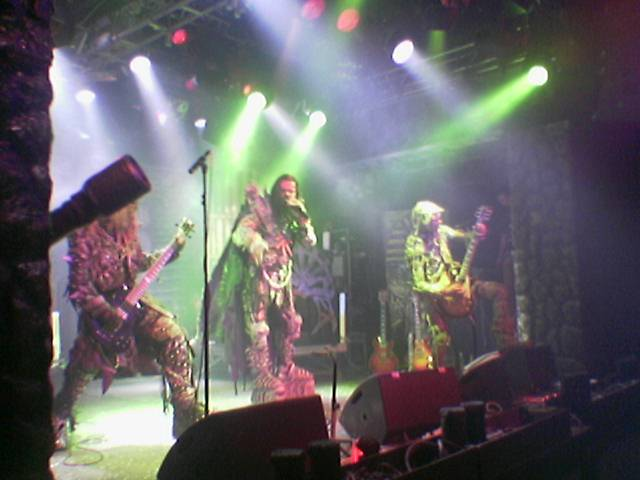
Lordi (2005)
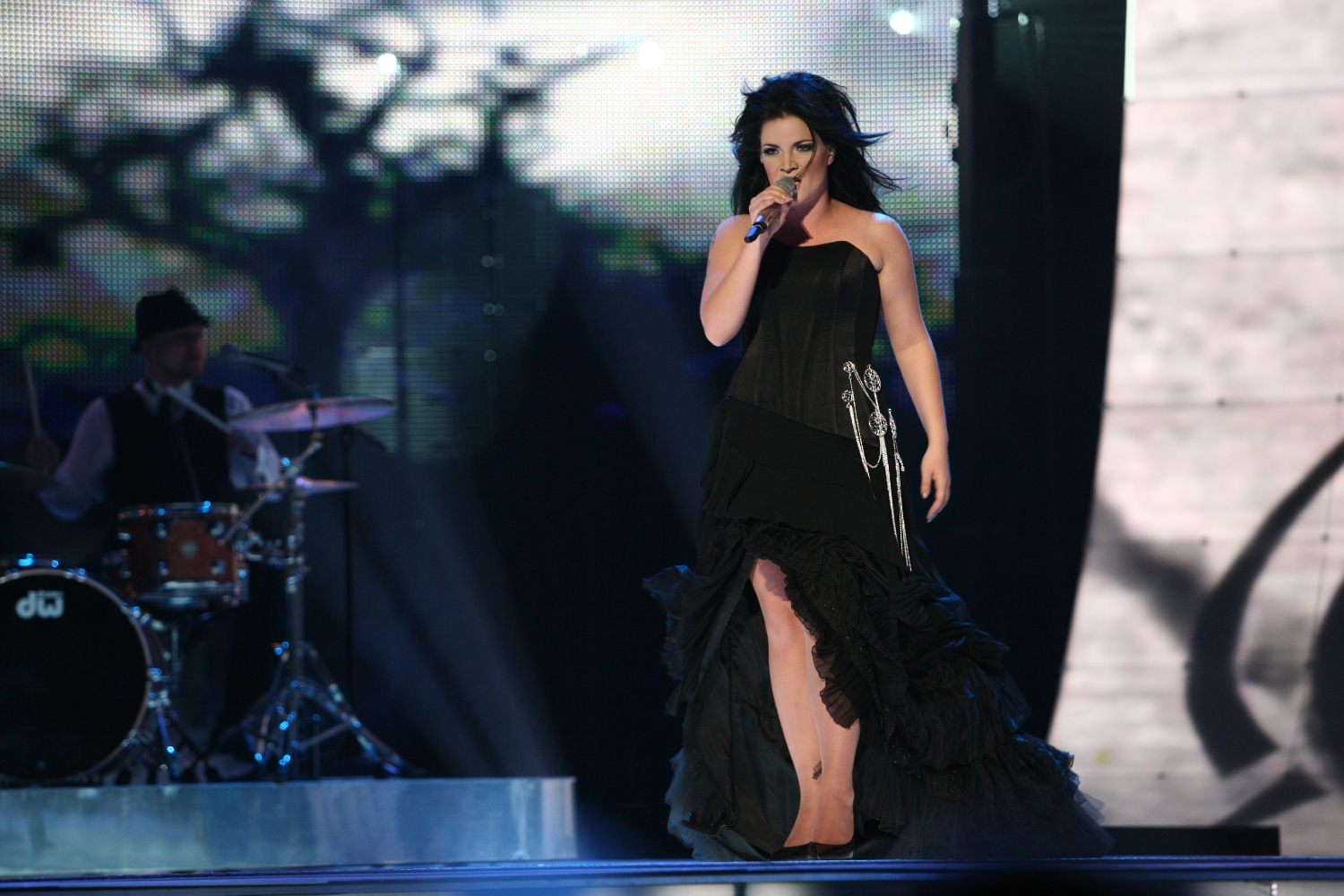
Hanna Pakarinen v Helsinkách (2007)
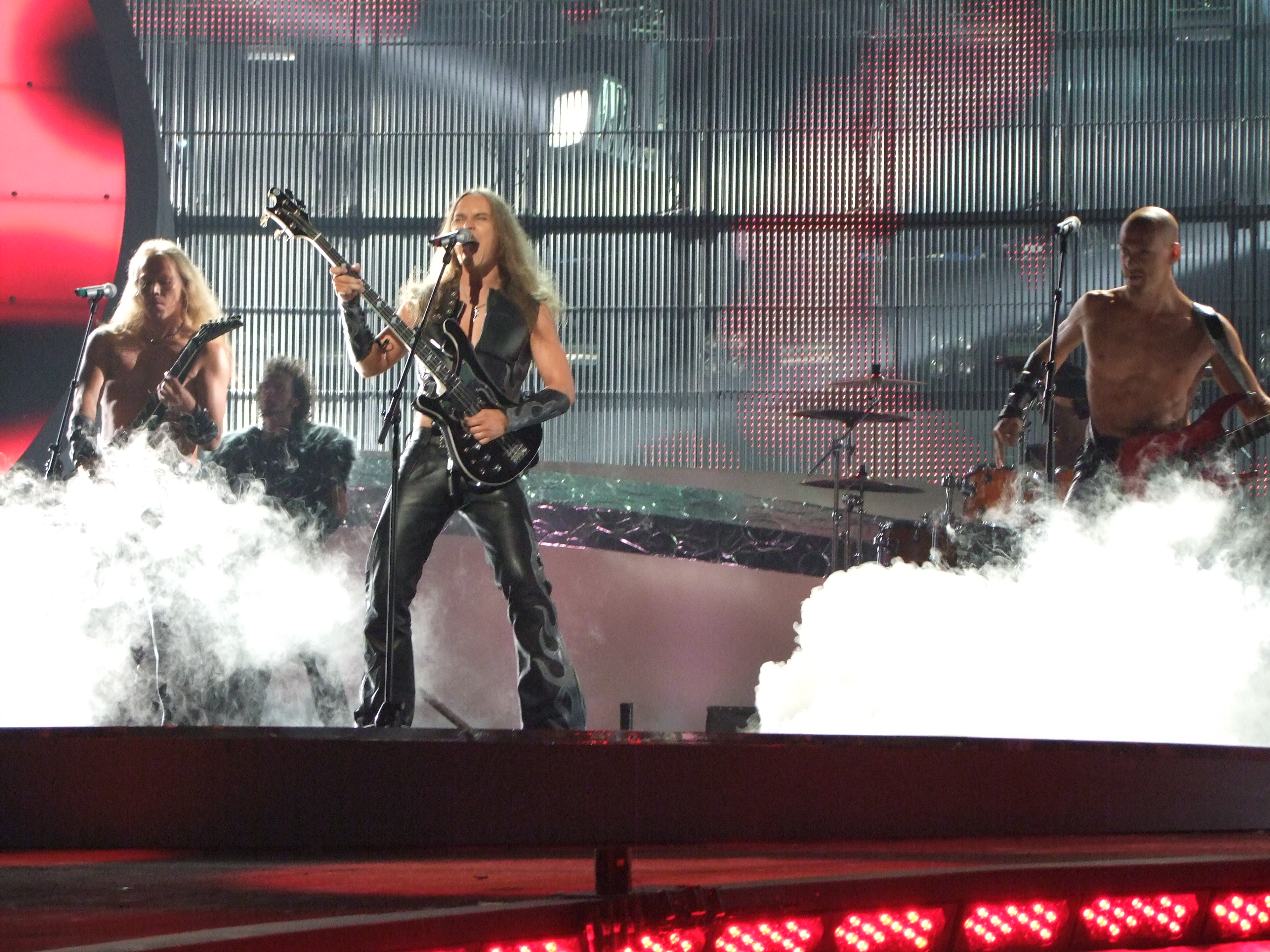
Teräsbetoni v Bělehradu (2008)
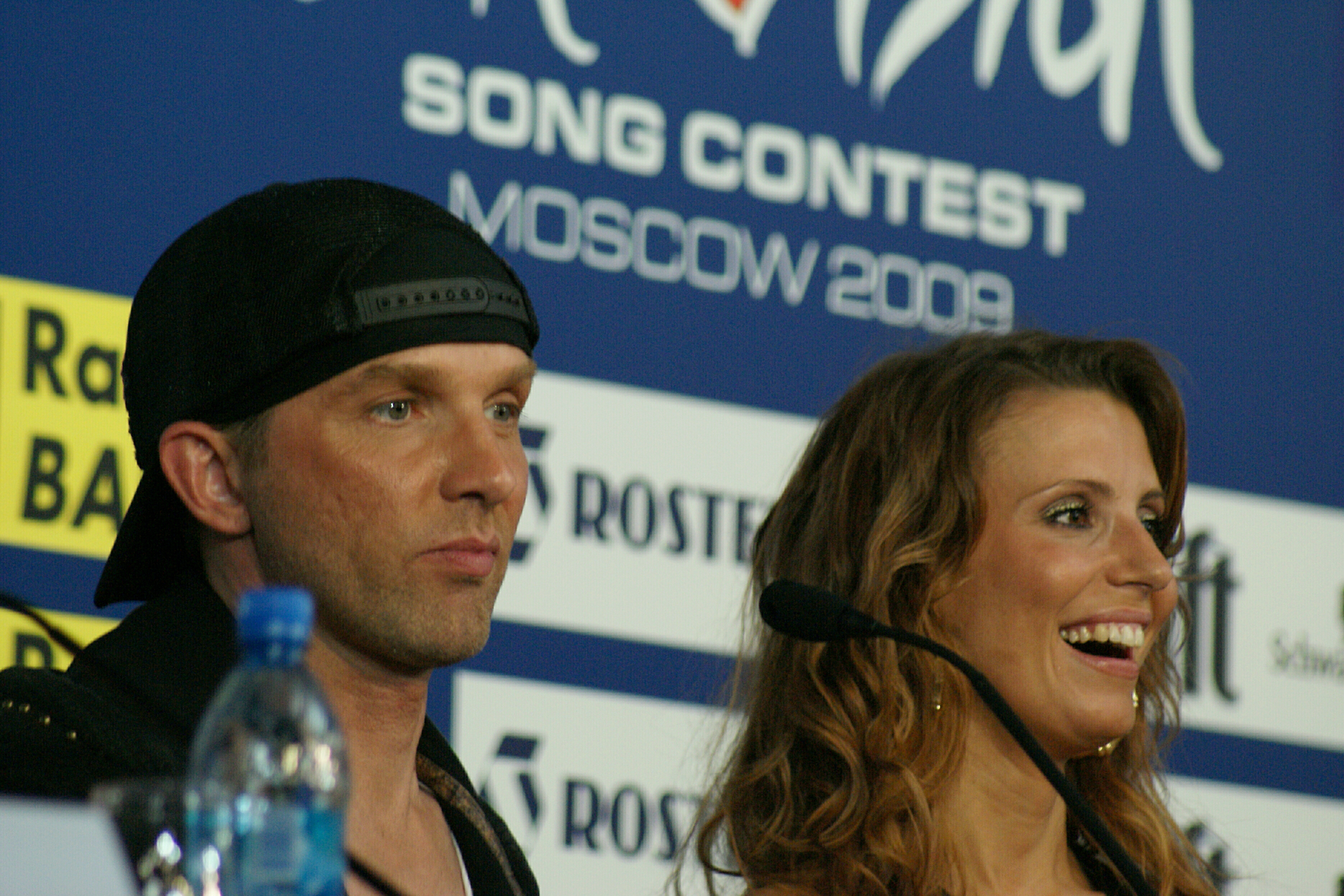
Waldo's People v Moskvě (2009)
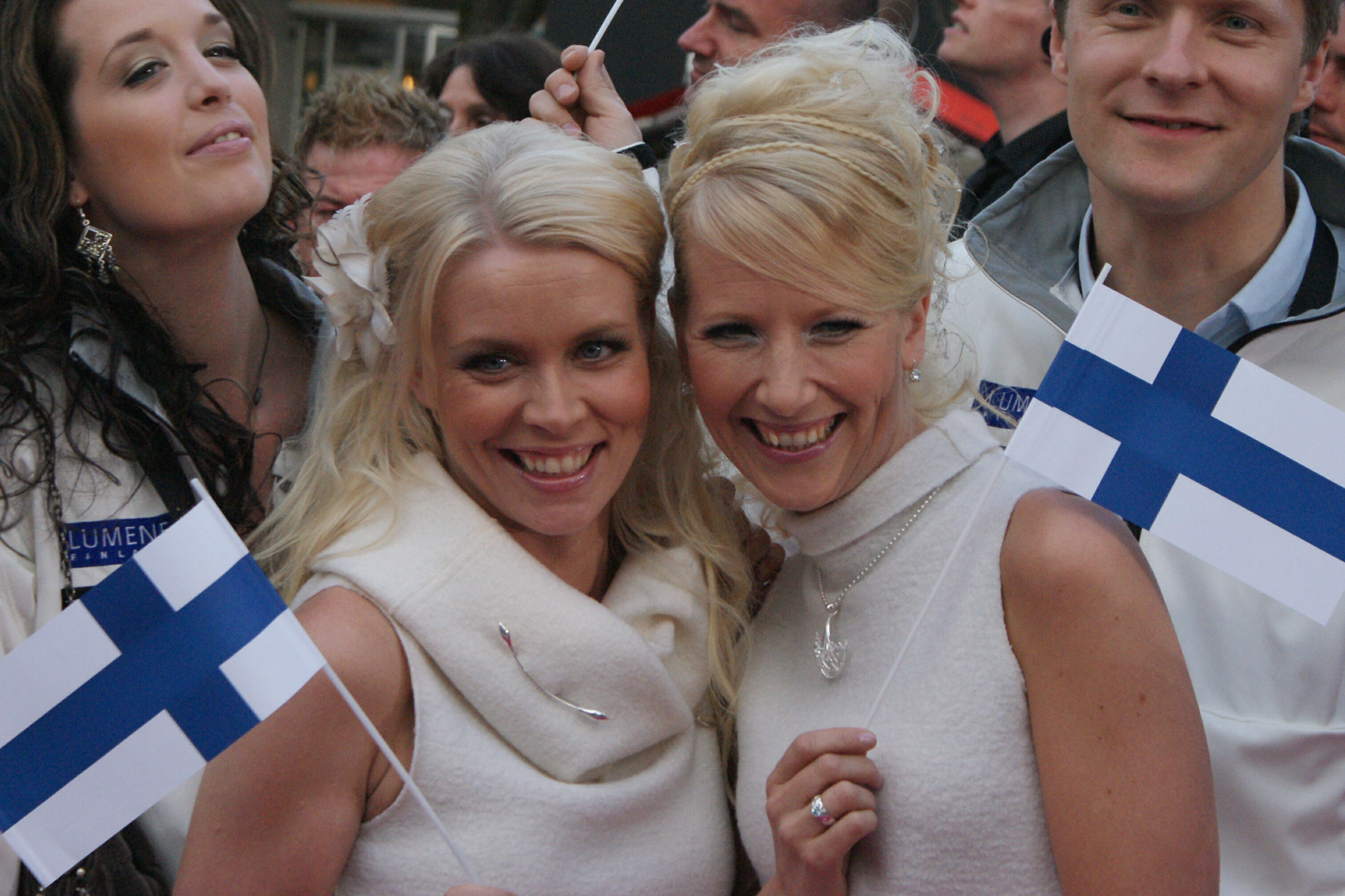
Kuunkuiskaajat v Oslu (2010)
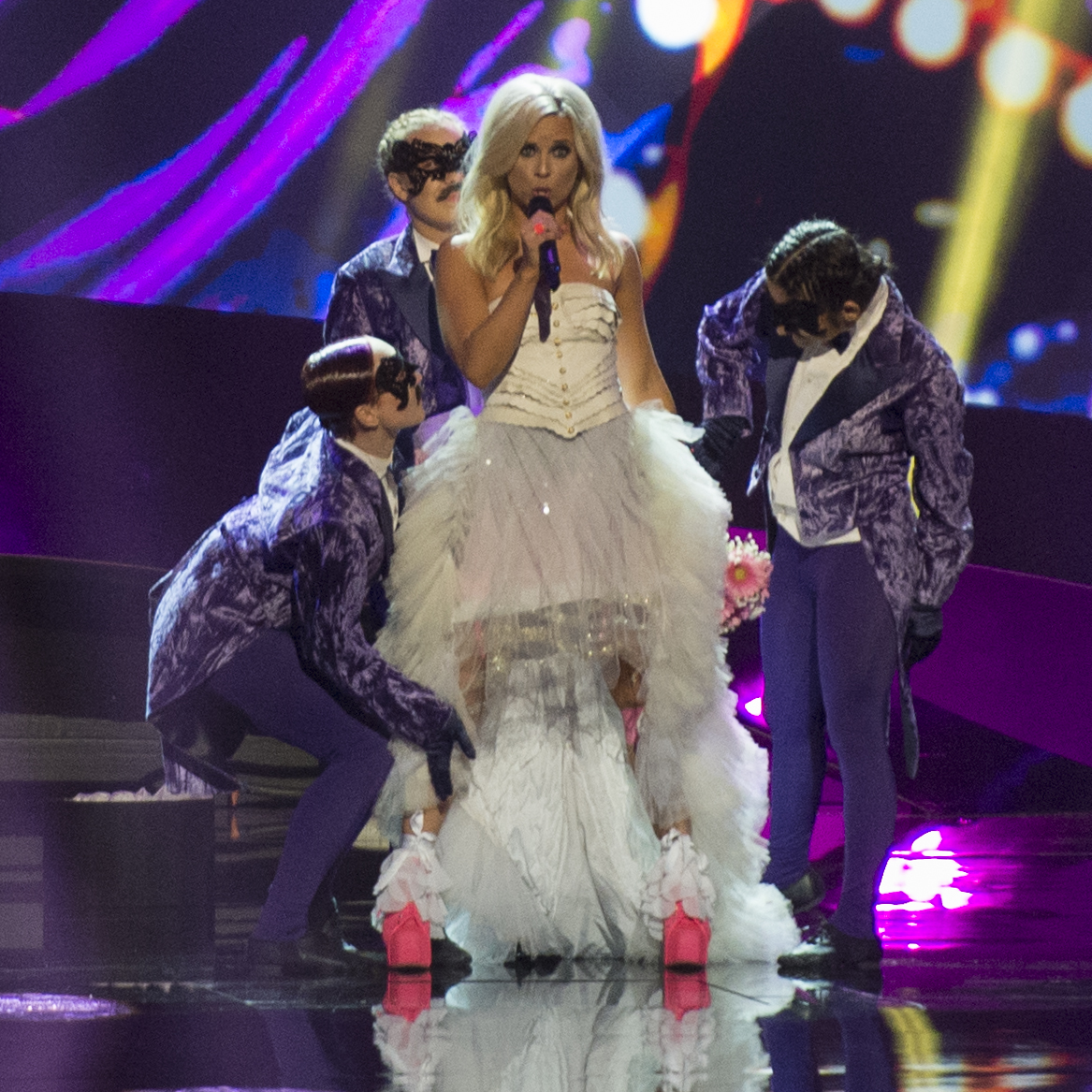
Krista Siegfrids v Malmö (2013)
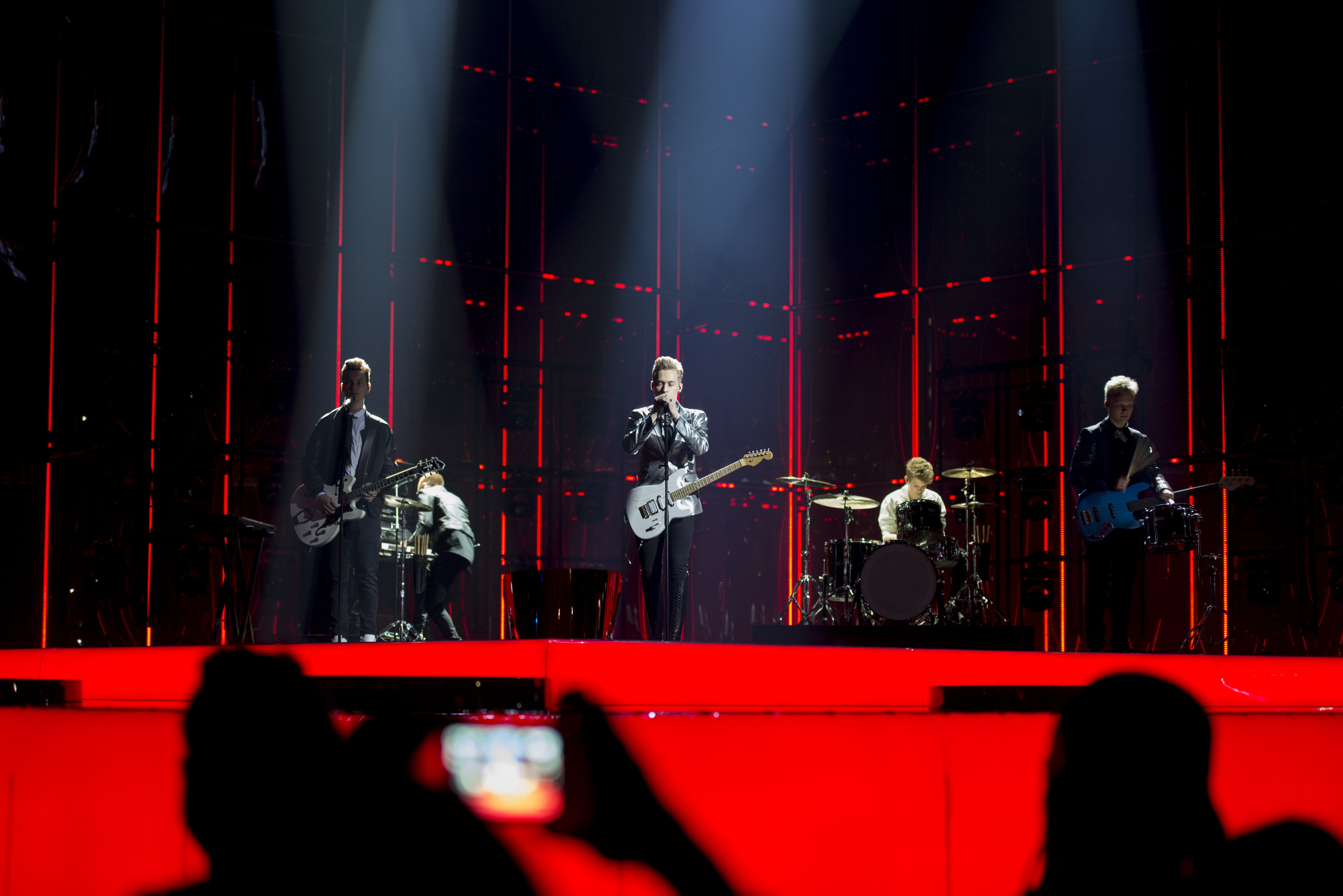
Softengine v Kodani (2014)
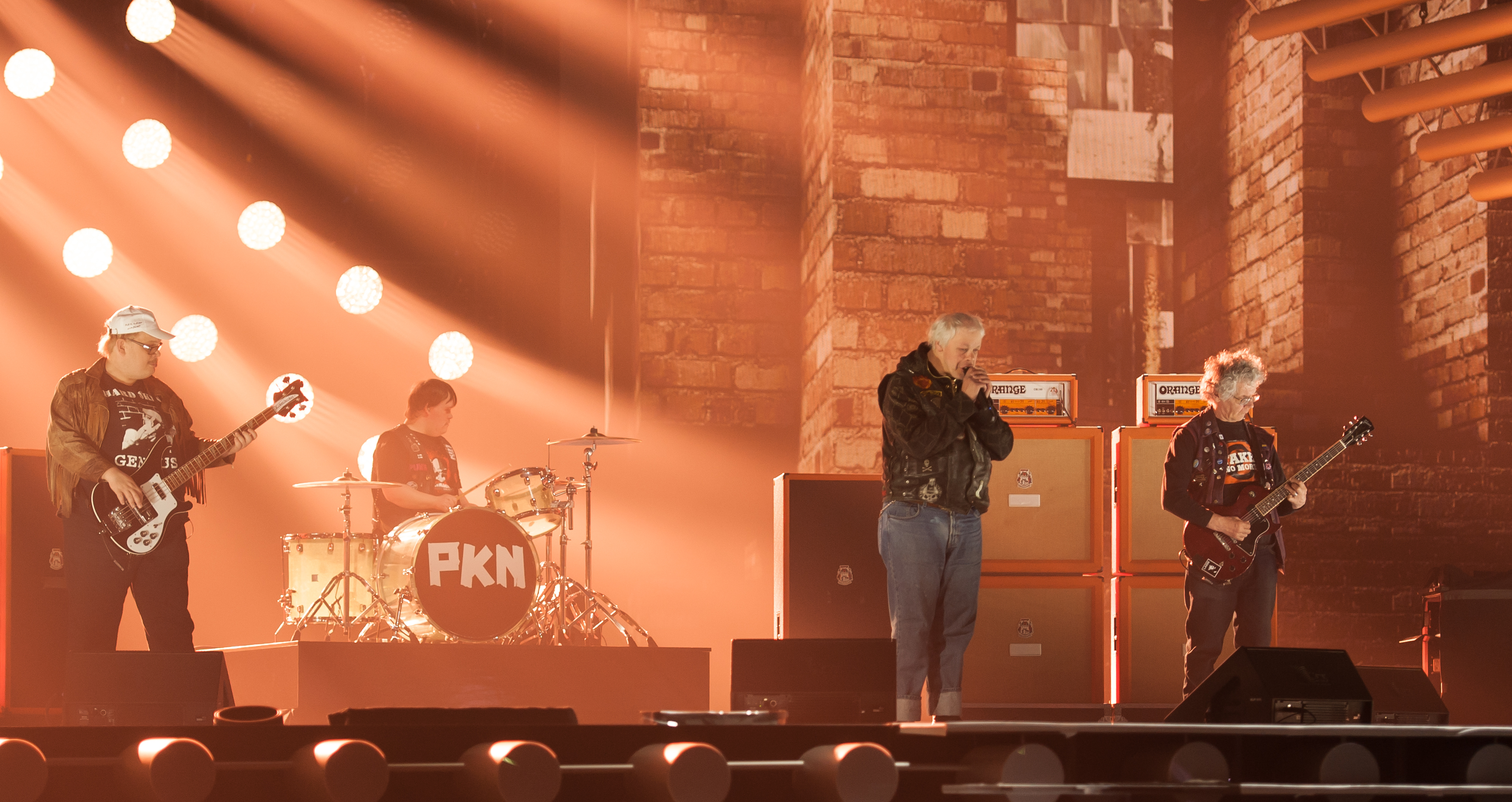
Pertti Kurikan Nimipäivät ve Vídni (2015)
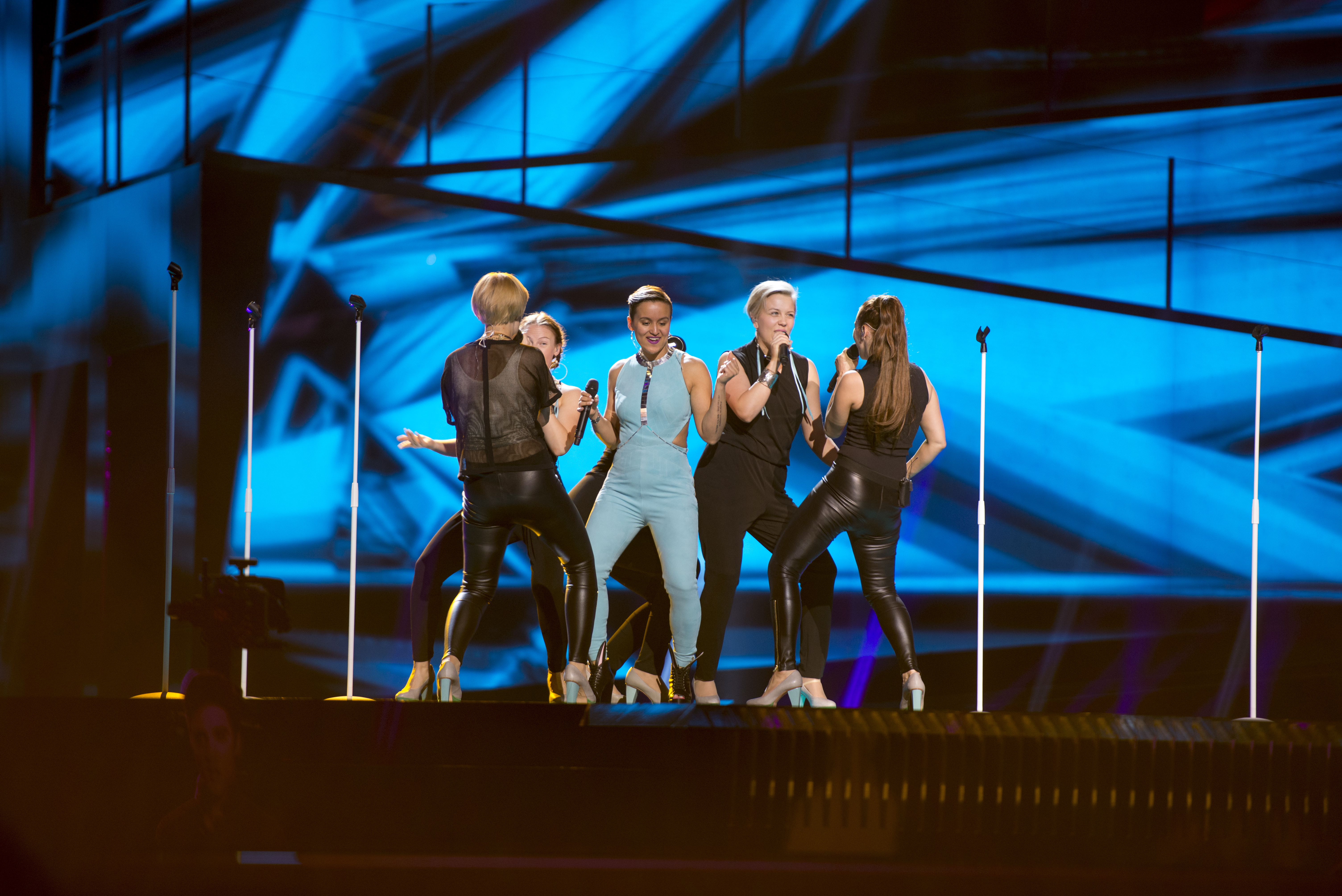
Sandhja ve Stockholmu (2016)
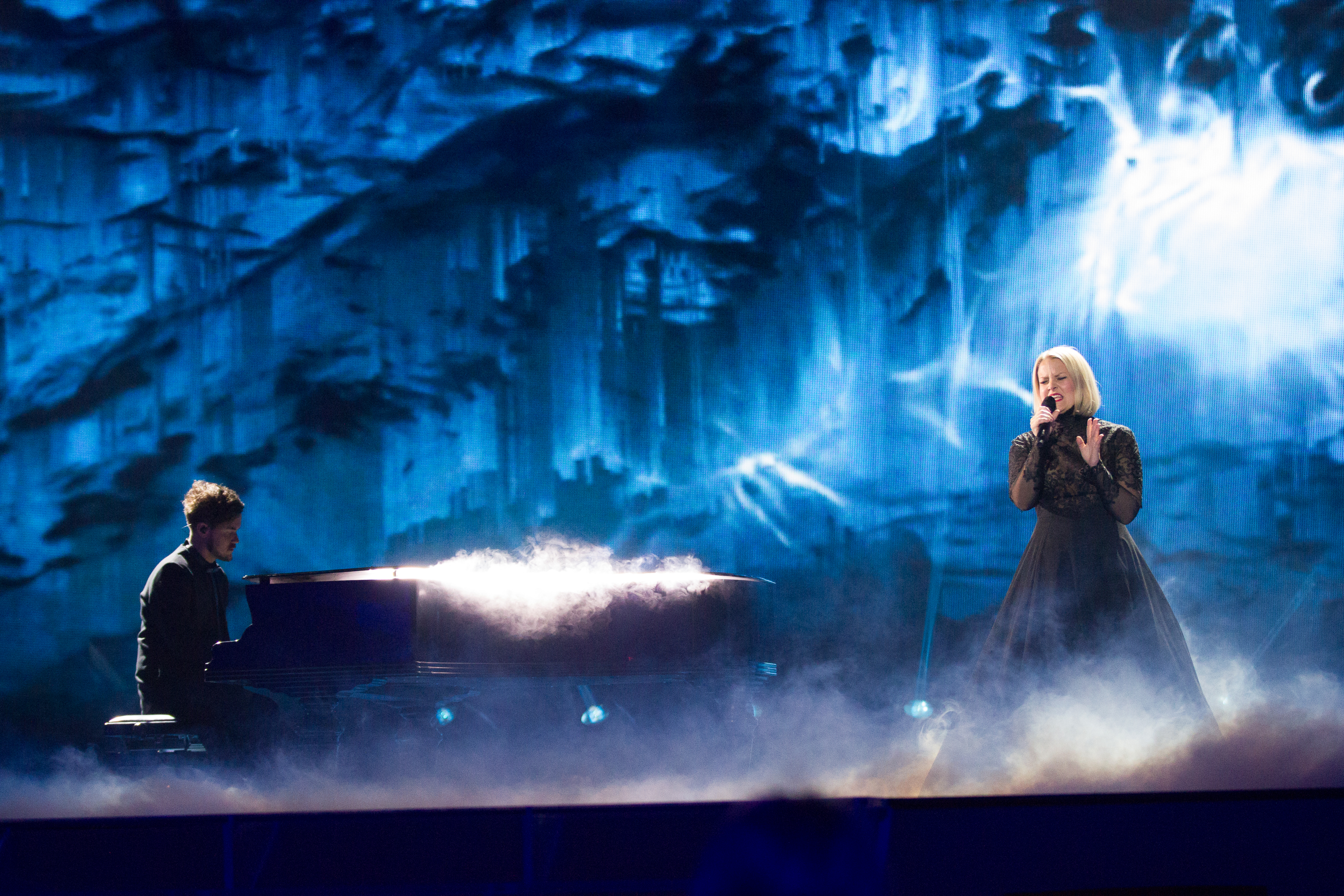
Norma John v Kyjevě (2017)
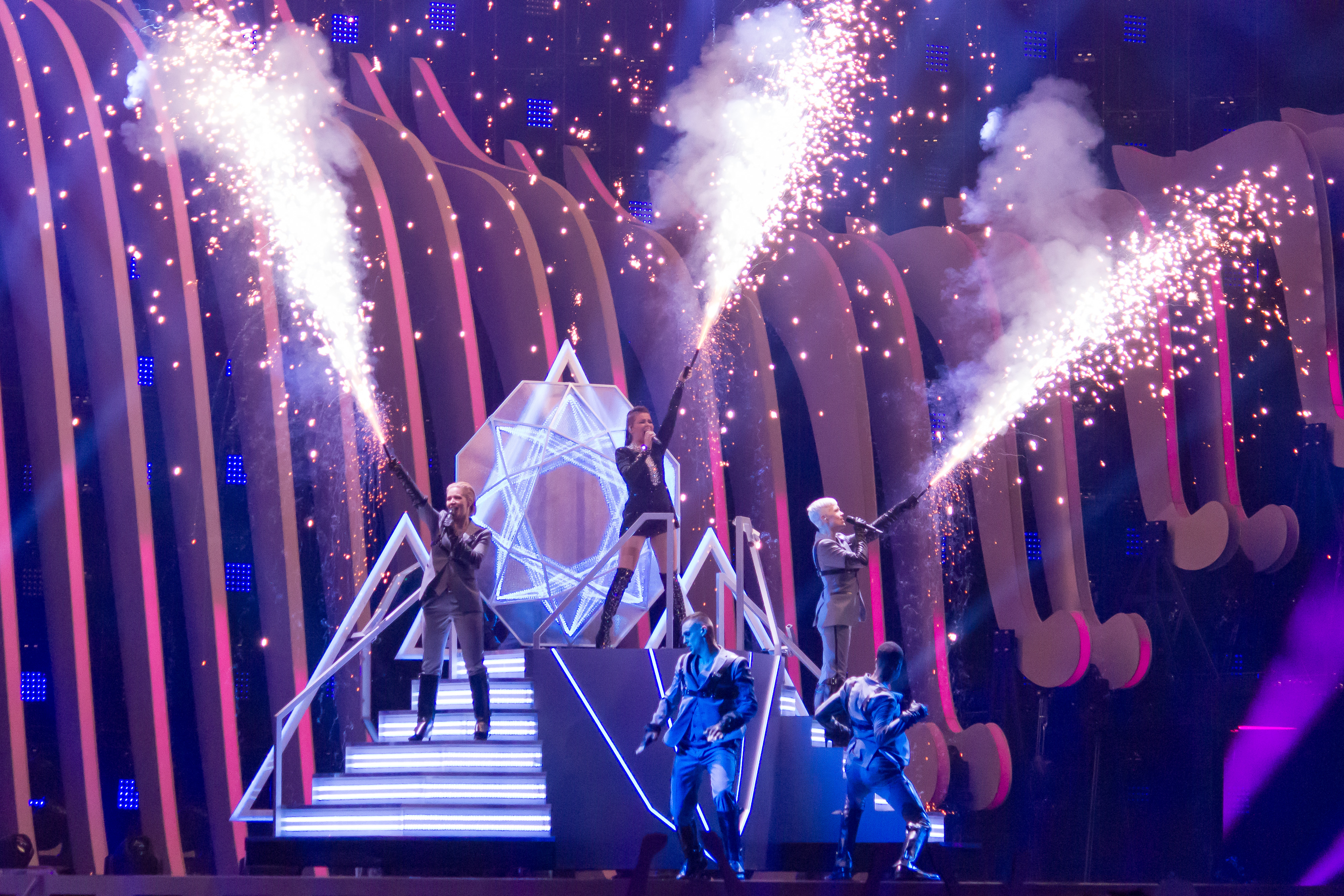
Saara Aalto v Lisabonu (2018)
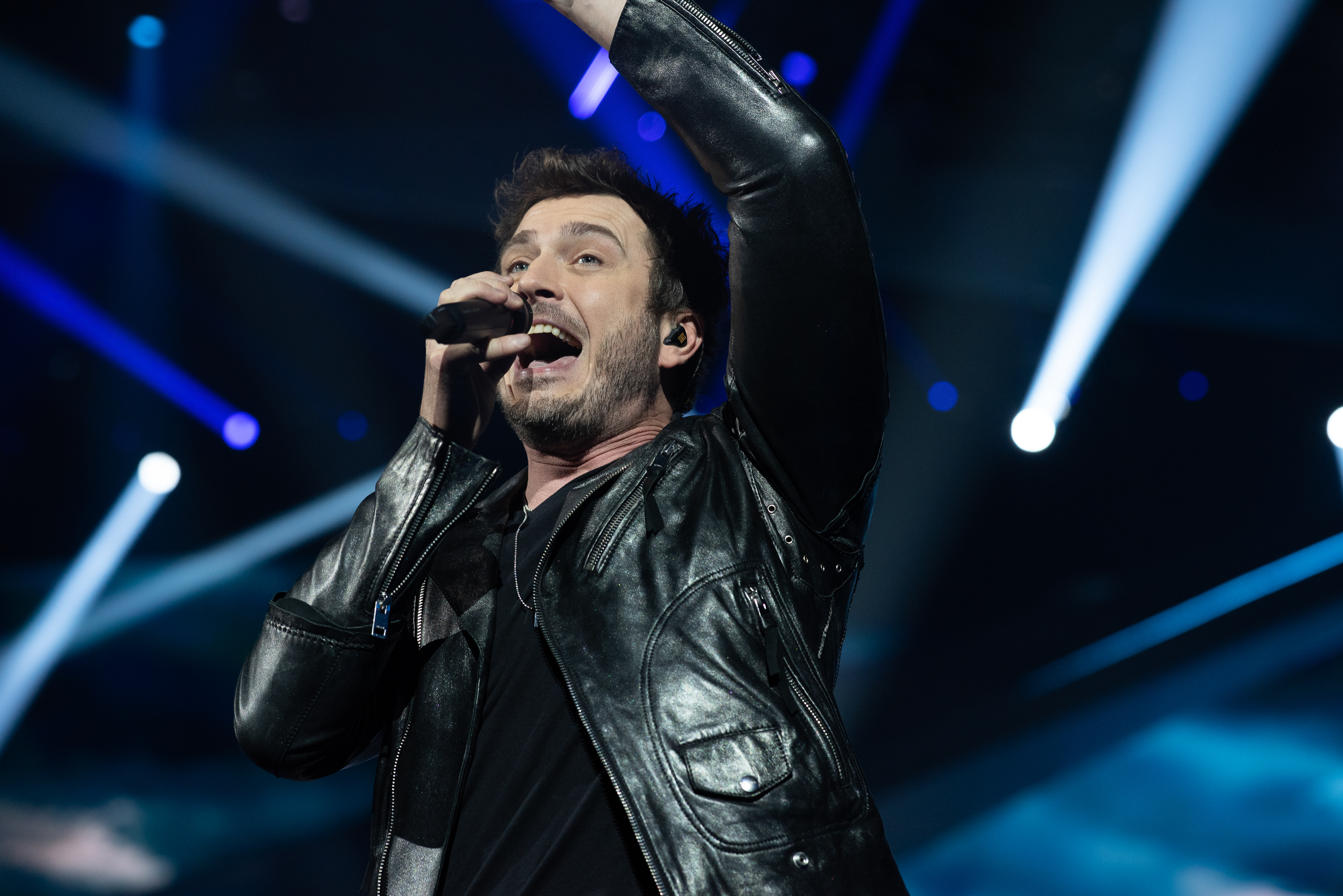
Sebastian Rejman v Tel Avivu (2019)
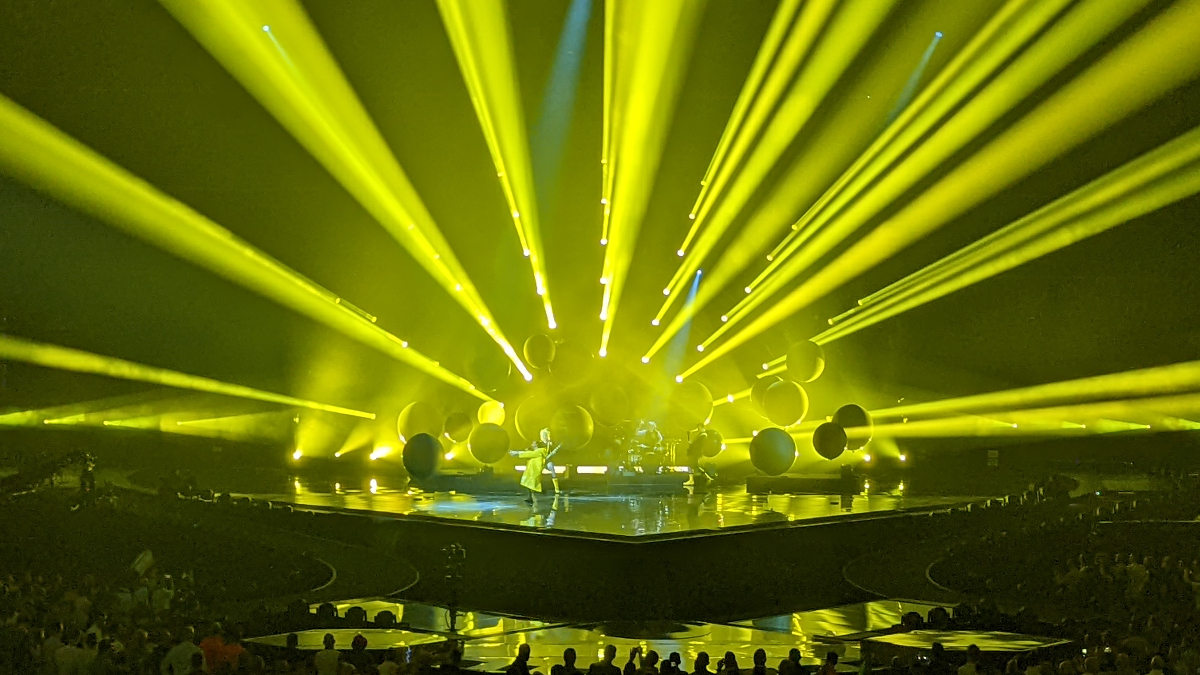
The Rasmus v Turíně (2022)
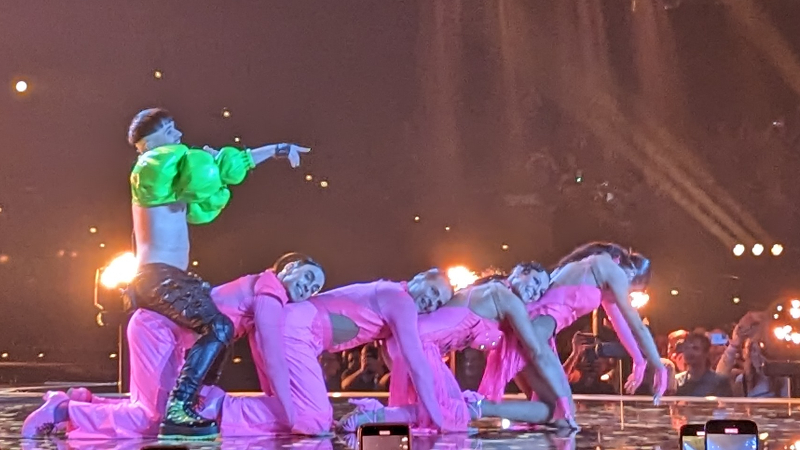
Käärijä v Liverpoolu (2023)
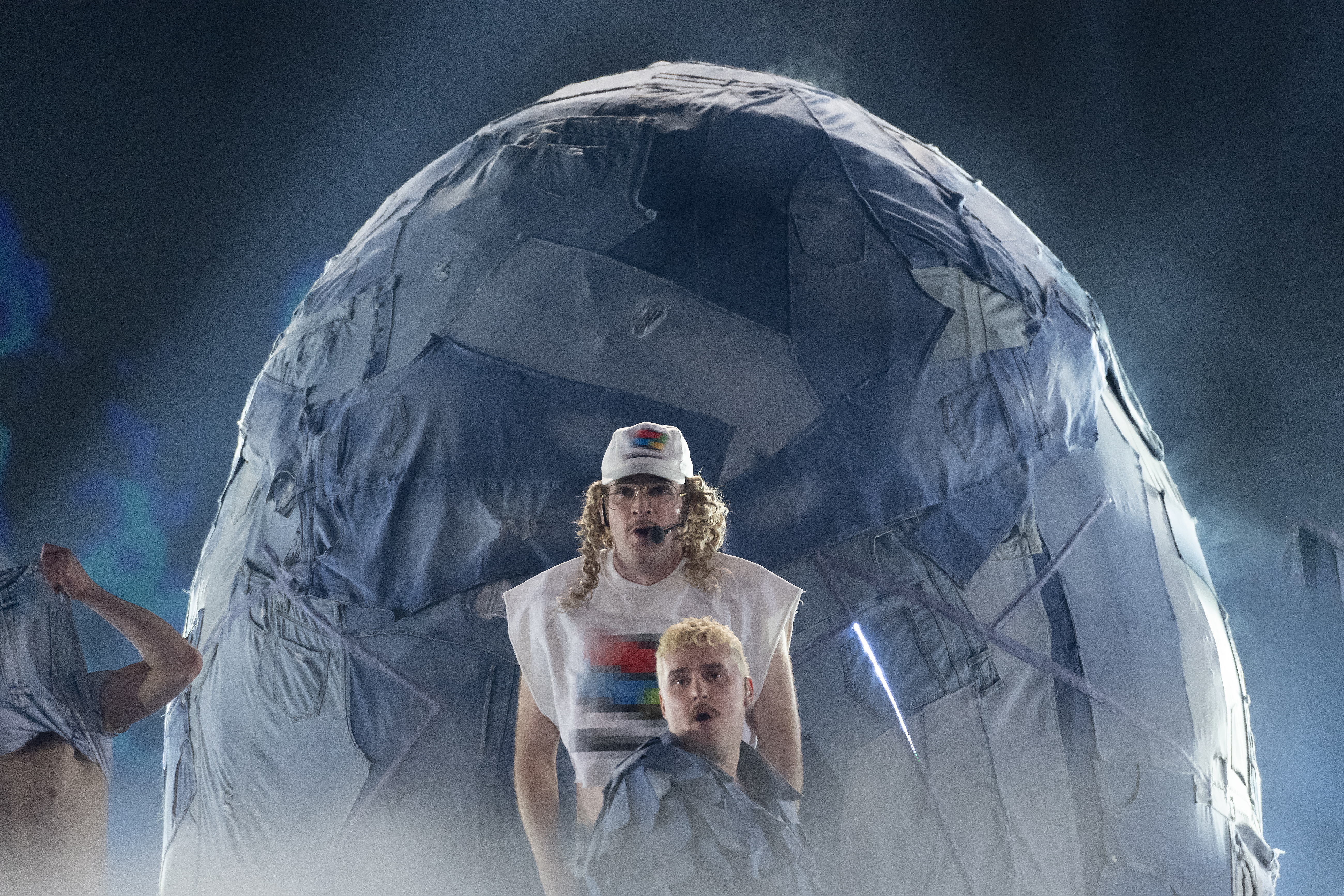
Windows95man v Malmö (2024)
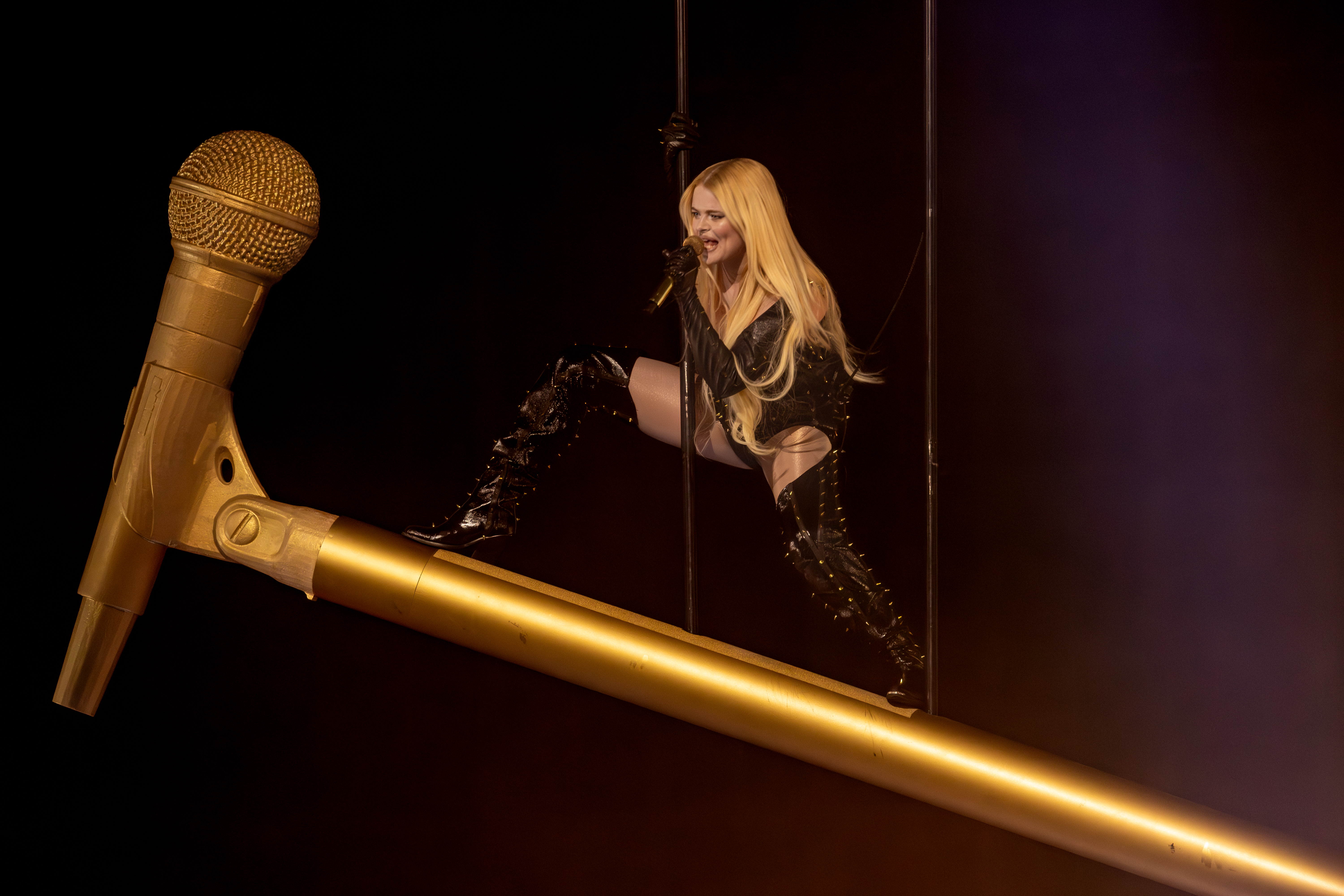
Erika Vikman v Basileji (2025)